# Gerald Ewart Nash
Gerald Ewart Nash, kanadski letalski častnik, vojaški pilot in letalski as, * 12. maj 1896, † 10. april 1976.
Flight Lieutenant Nash je v svoji vojaški službi dosegel 6 zračnih zmag.

## Življenjepis
Med prvo svetovno vojno je bil sprva pripadnik Kraljeve pomorske zračne službe (RNAS), nato pa Kraljevega vojnega letalstva (RAF).
Aprila 1916 je vstopil v RNAS in bil aprila 1917 dodeljen 10. pomorskemu eskadrilji, kjer je služil v Collishawovem Black Flight s Sopwith Triplane. Maja istega leta je dosegel svojo prvo zračno zmago, ostalih pet pa v prvem tednu junija. 
26. junija 1917 je bil sestreljen v zračnem boju z Allmenröderom (Jasta 11) in postal vojni ujetnik.